# Ystads Järnvägar
Ystads Järnvägar var under åren 1912–1941 en trafikförvaltning för enskilda järnvägar.

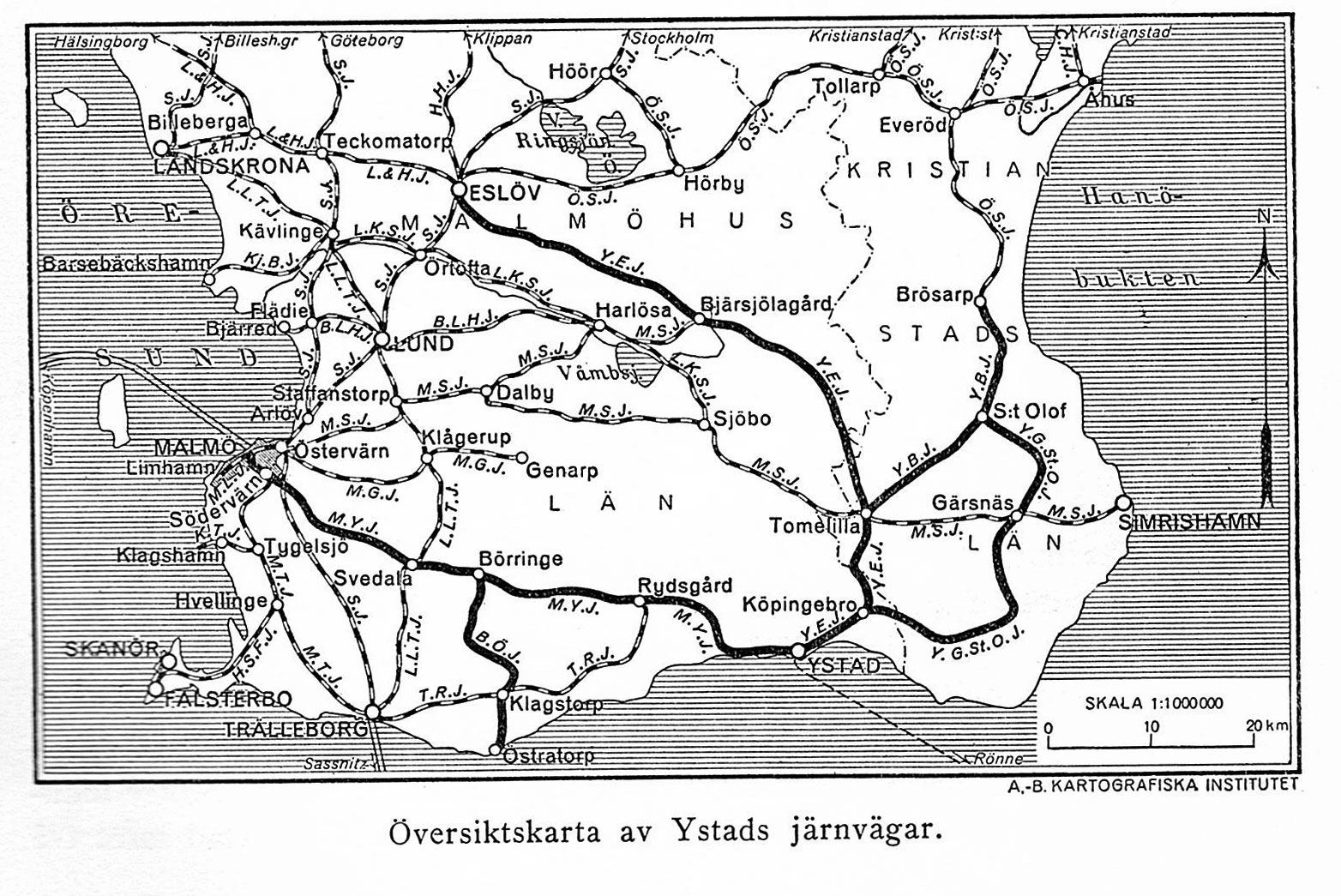
YJ. Översiktskarta 1926.

I samband med tillkomsten av Malmö–Ystads Järnväg (MYJ) 1874 underställdes denna bana samma trafikchef som Ystad–Eslövs Järnväg (YEJ). I detta samarbete inordnades 1884 även Börringe–Anderslövs Järnväg (BAJ), sedermera Börringe–Östratorps Järnväg (BÖJ). Detta samarbete utvidgades 1912 genom bildandet av trafikförvaltningen Ystads Järnvägar, i vilken även ingick Ystad–Brösarps Järnväg (YBJ), Ystad–Gärsnäs–S:t Olofs Järnväg (YGStoJ) och Ystad–Skivarps Järnväg (YSJ). År 1916 bildades även Ystads Järnvägars vagnförbund. År 1941 upplöstes Ystads Järnvägar i samband med förstatligandet av de ingående banorna (YSJ hade dock lagts ned 1919).